# Pierre Jean François Turpin
Pierre Jean François Turpin (11. března 1775 Vire – 1. května 1840 Paříž) byl francouzský botanik a malíř. Jeho oficiální botanická zkratka je „Turpin“.

## Život a dílo
Turpin je jedním z nejvýznamnějších botanických malířů své doby. V roce 1791 byl jako francouzský voják na Haiti a setkal se tam s botanikem Pierrem Antoinem Poiteauem, s nímž v následujících letech intenzivně spolupracoval a jehož objevy rostlin ztvárňoval. Turpin spolupracoval i s dalšími přírodovědci, jako byli Alexander von Humboldt a Aimé Bonpland. Rod Turpinia Vent. z čeledi Staphyleaceae byl pojmenován na jeho počest. Když byla v roce 1838 založena společnost La Société Cuvierienne, byl jedním ze 140 zakládajících členů společnosti. Od 16. prosince 1833 byl členem Akademie.